# SH704i
FOMA SH704i（フォーマ・エスエイチ なな まる よん アイ）は、シャープによって開発された、NTTドコモの第三世代携帯電話 (FOMA) 端末である。

## 概要
- 厚さ18.1ミリの薄型ワンセグケータイで、サイクロイド方式ではないためAQUOSケータイの愛称は付いていない。回転二軸型でワンセグ視聴やカメラ撮影時に便利なビューアポジションにすることができる。また、グリップ部分にはフィンガーグリップというボディのアルミとは異なる滑りにくい樹脂素材を採用し、胸ポケットやバッグからスムーズに取り出すことができる。ビューアポジションでワンセグ視聴中、3つのサイドボタンと液晶横の2つのボタンでチャンネル送りや音量調整などの操作できる。ワンセグの連続視聴時間は4時間30分となっている。マルチウィンドウにも対応しているため、ワンセグを見ながらメールを受信出来る。録画にも対応し、最大2GBのmicroSDカードで最大約10時間40分の録画が可能となる。
- ディスプレイは、液晶テレビ「AQUOS」の技術を応用した2.6インチWQVGAのモバイルASV液晶となっている。6色カラーフィルタやSV(Super Vivid)エンジンも搭載している。
- 便利機能として、毎朝決まった時間にワンセグを起動させ、目覚まし時計代わりに利用できるお目覚めTV機能を搭載している。
- 音楽機能や着うたフル、SD-Audioに対応。しかし、カメラ機能は前機種であるSH703iの有効画素数約200万画素カメラから有効画素数約130万画素カメラにスペックダウンしている。
- また、ドコモでは最多の5色展開をする。5色ともアルミパネルを採用し、上質感を出している。キーパッドは旧Vodafoneの705SHのようなステンレスキーを採用している。

| 主な対応サービス           | 主な対応サービス                    | 主な対応サービス         | 主な対応サービス                                       |
| -------------------------- | ----------------------------------- | ------------------------ | ------------------------------------------------------ |
| DCMX／おサイフケータイ     | うた・ホーダイ                      | 着うたフル／着うた       | デジタルオーディオプレーヤー(WMA)(AAC)（SDオーディオ） |
| 直感ゲーム／メガiアプリ    | Music&Videoチャネル／ビデオクリップ | 3Gローミング             | プッシュトーク                                         |
| FOMAハイスピード           | GPS／ケータイお探し                 | デコメール／デコメ絵文字 | iチャネル                                              |
| 着もじ                     | テレビ電話／キャラ電                | 電話帳お預かりサービス   | フルブラウザ                                           |
| おまかせロック／バイオ認証 | 外部メモリー                        | トルカ                   | iC通信／iCお引越しサービス                             |
| きせかえツール／マチキャラ | バーコードリーダ／名刺リーダ        | 2in1                     | エリアメール                                           |

### プリインストールiアプリ
- ことばのパズル もじぴったん
- Gガイド番組表リモコン
- ケータイクレジット「iD （アイディ）」
- 「DCMX」クレジットアプリ
- 楽オク出品アプリ
- iアプリバンキング
- デコメ絵文字ポケット

### ワンセグ機能
- 外部メモリ (microSD) への録画
- 字幕放送
- マルチウィンドウ
- 連続視聴時間:約4時間30分

この後、販売される携帯電話au SH004と同じ着信イルミネーションになる。

## 歴史
- 2007年4月24日：電気通信端末機器審査協会 (JATE) 通過。
- 2007年4月27日：技術基準適合証明 (TELEC) 通過。
- 2007年7月4日: D704i・F704i・P704i・SH704i・SO704i・L704i・N704iμ・P704iμの開発発表。
- 2007年7月27日：発売開始。